# 曹天生
曹天生（1953年—），安徽泾县人，安徽财经大学教授。

## 生平
1978年考入安徽师范大学，毕业后留校工作。1986年特招入伍到军校工作，曾任部主任，并授大校军衔。1993年进入中国人民大学学习，并获博士学位。2004年从部队转业，进入安徽财经大学工作，曾任安徽财经大学政治学院院长，2010年任安徽财经大学校学术委员会副主任委员。

## 学术贡献
长期从事安徽地方经济历史文化、安徽工艺美术和安徽非遗传承和保护研究工作。出版论著30余部，发表论文300余篇。主持国家社科基金重大项目等项目多个，研究成果获安徽省社会科学优秀成果二等奖2项。1998年获中国人民解放军总参谋部优秀中青年专家称号，2007年被评为安徽省优秀教师，2013年被中国文房四宝协会授予“中国文房四宝专家”称号，2014年获安徽省政府特殊津贴。

## 学术兼职
中国造纸学会纸史委员会委员，中国文房四宝协会顾问，安徽省马克思主义学会副会长，安徽省陈独秀研究会副会长。

## 著作
- 《中国宣纸》（1993年，中国轻工业出版社）
- 《中国宣纸史》（2005年，中国科学技术出版社）
- 《千年小岭：人类非物质文化遗产中国宣纸发祥地》（2014年，中国经济科学出版社）
- 《宣纸初识—宣纸研究论集》（2014年，中国经济科学出版社）